# Fianoniella rugipleuris
Fianoniella rugipleuris là một loài tò vò trong họ Ichneumonidae.